# Joël Scherk
Joël Scherk (1946 - 16 de maio de 1980), muitas vezes citado como Joel Scherk, foi um físico teórico francês que estudou a teoria das cordas e supergravidade.

## 
1. ↑  Sergio Ferrara,John Ellis e Peter van Nieuwenhuizen (1980). «A Short Appreciation of Joel Scherk and his Work». Springer Science+Business Media. Consultado em 12 de dezembro de 2013